# Classe Queen Elizabeth (nave da battaglia)
Le navi da battaglia classe Queen Elizabeth sono state cinque Super-dreadnought della Royal Navy britannica. La capoclasse venne chiamata Queen Elizabeth in onore della Regina Elisabetta I d'Inghilterra. Le navi da battaglia di questa classe erano superiori in potenza di fuoco, protezione e velocità alle unità della precedente classe Iron Duke e alle navi tedesche corrispondenti come le classe König. Le successive corazzate classe Bayern erano competitive, ma più lente di circa due nodi rispetto alle Queen Elizabeth. Le navi di questa classe sono state generalmente considerate le prime "navi da battaglia veloci" mai costruite.
Le unità della classe furono le prime ad essere armate con i cannoni BL 15 inch /42 Mk I da 381 mm e vennero descritte nell'edizione del 1919 del Jane's Fighting Ships come «...la migliore classe di navi principali mai costruita». Parteciparono a entrambe le guerre mondiali e una sola nave della classe andò persa in azione.

## Progetto

### Storia
In seguito al successo dei pezzi da 343 mm, l'Ammiragliato decise di sviluppare cannoni di calibro ancora maggiore, raggiungendo i 381 mm per equipaggiare le navi programmate nel 1912. La decisione di sviluppare bocche da fuoco più grandi fu sostenuta e accelerata dall'intervento di Winston Churchill, allora Primo Lord dell'Ammiragliato. Invece di aspettare la costruzione di un prototipo si decise di progettare direttamente la nuova classe basandosi sul nuovo tipo di cannone prima che questo fosse effettivamente pronto. Si corse quindi un certo rischio, visto che in caso di inefficienza dei nuovi cannoni le navi sarebbero state considerevolmente più deboli del previsto.

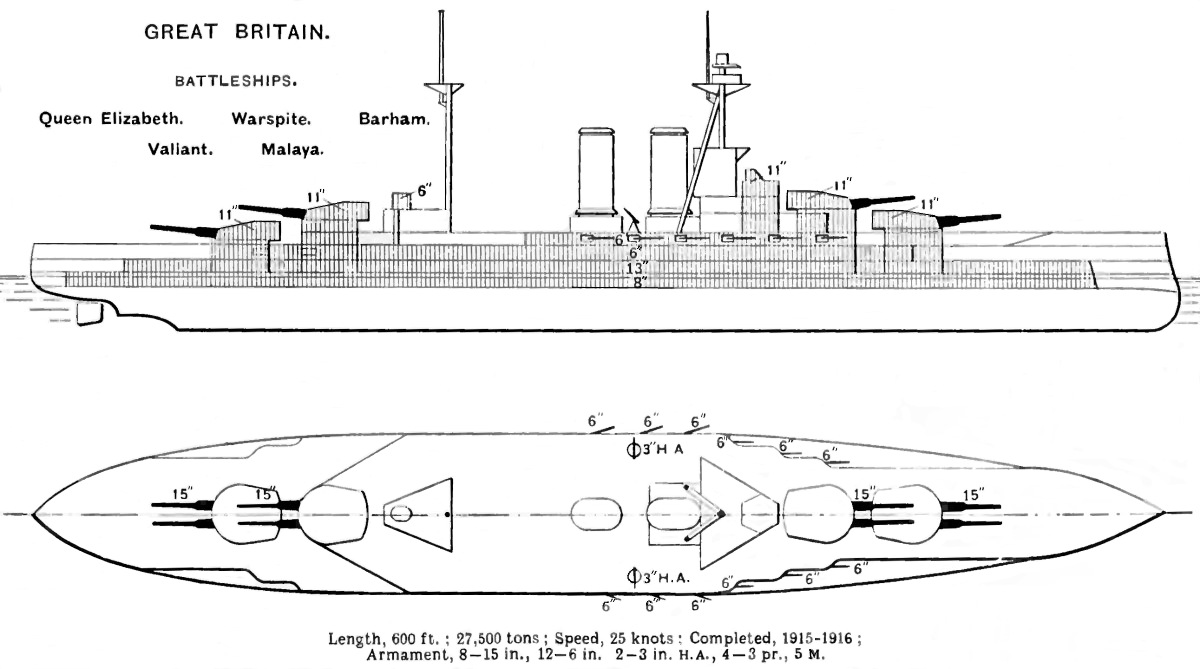
Schema delle Queen Elizabeth

All'inizio della progettazione si pensava di creare le nuove navi sulla falsariga della precedente classe Iron Duke, con cinque torrette binate e la velocità standard di 21 nodi (39 km/h). In seguito si optò per eliminare una torretta a mezzanave per rendere disponibile spazio e peso per macchine più potenti, rimanendo comunque la bordata maggiore a quella delle precedenti navi visto l'aumento del calibro. Il programma originale di costruzioni del 1912 prevedeva la messa in cantiere di tre navi da battaglia e di un incrociatore da battaglia ma, vista la accresciuta velocità delle Queen Elizabeth, prevista a 25 nodi, si decise di eliminare la costruzione dell'incrociatore da battaglia sostituendolo con una quarta nave della classe. Quando la Federazione degli Stati Malesi offrì di finanziare la costruzione di una nuova nave da battaglia, venne deciso di aggiungere un'ulteriore unità alla classe, denominata HMS Malaya.
Il Direttore delle costruzioni navali (DNC) pose quindi il problema dell'alimentazione delle nuove navi, necessariamente a olio combustibile per garantire la maggiore velocità. Le classi precedenti infatti avevano una doppia alimentazione a olio combustibile, in quel periodo scarso nell'Impero Britannico, e a carbone, materia prima molto a buon mercato nelle isole britanniche. Churchill decise quindi di risolvere la questione firmando la Convenzione del petrolio Anglo-Persiano, gestito dalla Anglo-Iranian Oil Company, sotto il controllo del governo. Nel frattempo i problemi logistici legati al nuovo combustibile vennero risolti da un'inchiesta svolta dall'Ammiraglio Jackie Fisher, spianando la strada al nuovo tipo di navi. L'olio combustibile ha infatti una potenza energetica maggiore del carbone, crea meno scorie e meno fumo, favorendo il puntamento dei cannoni e rendendo le navi meno visibili dalla distanza. Inoltre le operazioni di rifornimento erano decisamente più rapide e semplici rispetto all'imbarco di grandi quantità di carbone a bordo.
Un'ulteriore nave, autorizzata nel 1914, si sarebbe dovuta chiamare Agincourt, nome successivamente utilizzato per una corazzata espropriata alla Turchia. Secondo alcuni storici invece di essere una nuova nave della classe la Agincourt sarebbe dovuta essere un incrociatore da battaglia, con lo stesso armamento delle Queen Elizabeth ma con una corazzatura ridotta che permettesse di raggiungere il 28 nodi. In ogni caso, la costruzione venne cancellata dopo pochi mesi, allo scoppio della prima guerra mondiale.

### Armamento

#### Principale
I cannoni da 381 mm si dimostrarono un completo successo alla prova dei fatti, risultando estremamente accurati e capaci di non disperdere il tiro anche a distanze considerevoli (18 km). La scarsa qualità dei proiettili impiegati ridusse la loro efficacia durante la battaglia dello Jutland, ma il problema venne risolto con l'arrivo delle munizioni Green Boy nel 1918. Queste armi rimasero competitive anche durante la seconda guerra mondiale, dopo aver ricevuto nuovi tipi di munizionamento e affusti differenti capaci di maggiorarne l'alzo. La Warspite, nella battaglia di Punta Stilo, registrò un colpo a segno che a tutt'oggi è uno dei più lontani mai andati a segno nella storia dell'artiglieria navale.

#### Secondario

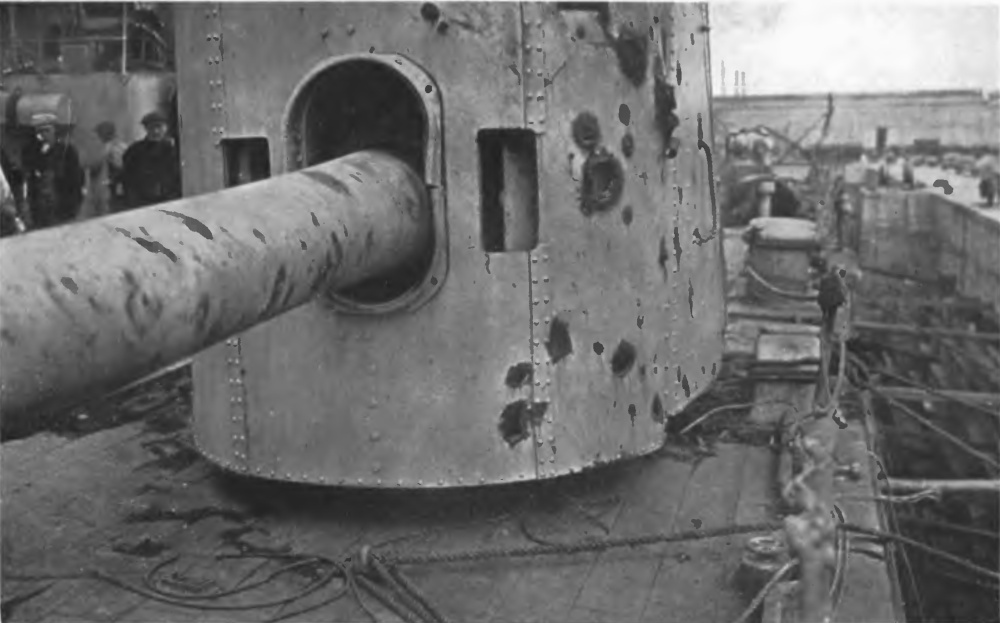
Uno dei due cannoni installati nel 1915-1916 a prua della Warspite dopo la battaglia dello Jutland

L'armamento secondario, composto di cannoni da 152,4 mm Mk XII singoli era disposto in casematte sullo scafo, sei per lato sul ponte superiore tra la torretta B e il secondo fumaiolo, controllate dal direttore di fuoco e altre due sul ponte principale in basso tra le torrette X ed Y. Tutte le navi ricevettero 14 pezzi tranne la Queen Elizabeth che ne ebbe 16.
Il posizionamento dei cannoni da 152,4 mm in casematte sullo scafo ridusse drasticamente la spinta idrostatica, vista anche la facilità con cui potevano imbarcare acqua se sommerse. In pratica, le casematte erano inondate anche a velocità normale in caso di mare grosso. Inoltre il rifornimento di munizioni per questi pezzi era relativamente esposto: durante la battaglia dello Jutland questo problema venne reso evidente da un incendio di munizioni a bordo della Malaya che per poco non causò la perdita della nave.
Le quattro casematte di poppa della Queen Elizabeth si dimostrarono subito di scarsa utilità e vennero rimosse, mentre le successive navi della classe vennero completate senza di esse. Vennero rimpiazzate con l'installazione di due cannoni protetti situati a prua, uno per lato. I dieci cannoni non più necessari vennero riutilizzati nel 1915 per armare i cinque monitori classe M29. I cannoni montati a prua vennero rimossi nel 1916, portando alla configurazione definitiva delle navi, rimasta fino agli anni 30, con 12 cannoni secondari singoli. In questo periodo le navi della classe ricevettero diversi interventi di modernizzazione che influirono anche sull'armamento secondario e soprattutto su quello antiaereo.

### Corazzatura
La protezione delle navi della classe venne progettata in maniera differente rispetto alle Iron Duke, con un maggiore spessore di corazza alla cintura e sotto il livello dell'acqua. Lo spessore della protezione sul ponte era invece minore, pratica diffusa in quel periodo, ma le navi riuscirono comunque a resistere a diversi colpi diretti durante la battaglia dello Jutland.

## Navi

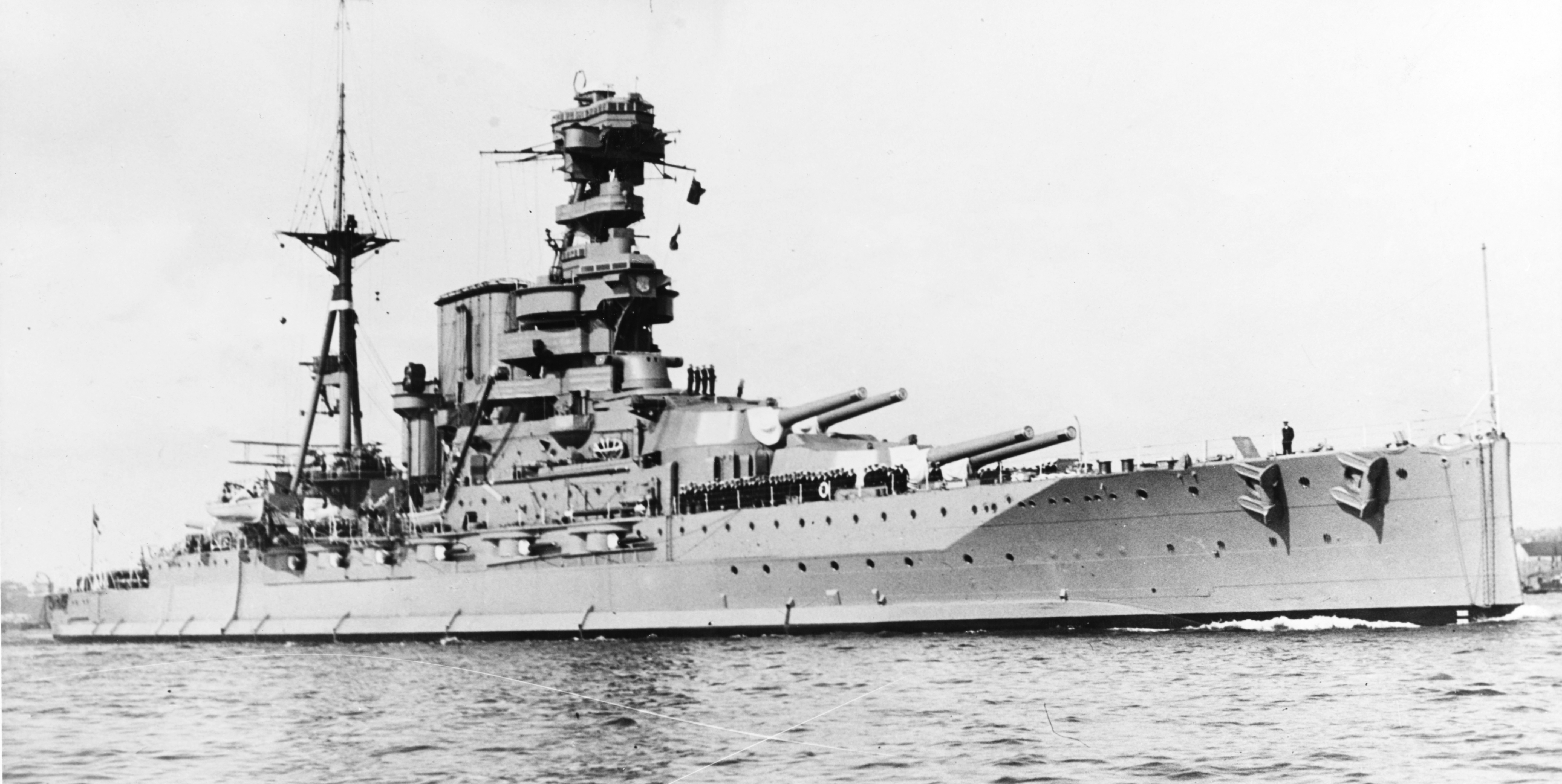
La Barham dopo la modernizzazione del 1931-1934

- Barham, colpita quattro volte allo Jutland, ebbe 26 morti e 46 feriti e sparò 337 colpi. Durante il secondo conflitto mondiale partecipò alla battaglia di Capo Matapan. Il 25 novembre 1941 venne colpita da tre siluri lanciati dall'U-331 che ne provocarono il rapido rovesciamento sul lato sinistro, durante il quale il dislocamento del munizionamento provocò l'innesco delle granate dell'armamento principale con un'esplosione che distrusse la nave, che affondò con 850 membri dell'equipaggio (l'intero evento fu filmato da una nave vicina[3]).
- Malaya, colpita otto volte allo Jutland, ebbe 63 morti e 68 feriti e sparò 215 colpi. Durante il secondo conflitto mondiale ebbe compiti di scorta a convogli e venne danneggiata da un siluro lanciato dall'U-106 il 20 marzo 1941. In seguito scortò altri convogli e partecipò alle operazioni di supporto che seguirono allo sbarco in Normandia fino al suo ritiro dal servizio attivo nel 1945.
- Queen Elizabeth, non partecipò alla battaglia dello Jutland, prendendo parte invece alla campagna dei Dardanelli. Nella seconda guerra mondiale venne minata in porto da uomini-rana italiani della X MAS e affondò nelle acque poco profonde della rada di Alessandria d'Egitto il 18 dicembre 1941. Venne quindi riparata e prestò servizio in Estremo Oriente fino al 1945.
- Valiant, non venne mai colpita allo Jutland, ma ebbe comunque un ferito e sparò 288 colpi. Durante il secondo conflitto mondiale prese parte alla distruzione della flotta francese a Mers-el-Kébir e venne minata e danneggiata dagli uomini-rana della X MAS, nel corso della medesima incursione in cui venne minata la Queen Elizabeth. Venne riparata e prestò servizio in Estremo Oriente fino al 1944. L'8 agosto dello stesso anno, mentre si trovava nel bacino galleggiante di Trincomalee a Ceylon, venne gravemente danneggiata dal cedimento del bacino stesso. Le riparazioni vennero sospese.
- Warspite, venne gravemente danneggiata allo Jutland, rischiando di affondare dopo essere stata colpita da almeno 15 colpi di grosso calibro. Ebbe 14 morti e 32 feriti, sparando un totale di 259 colpi. Durante il secondo conflitto mondiale prese parte a diverse battaglie tra cui quella di Narvik, di Capo Matapan, di Creta e di Salerno, dove venne colpita da una bomba planante. Non venne mai del tutto riparata e venne utilizzata come nave da bombardamento costiero durante lo sbarco in Normandia e la successiva avanzata in Francia.
- Agincourt, venne autorizzata nel 1913 e l'ingresso in servizio venne fissato per il 1916 ma venne cancellata allo scoppio della prima guerra mondiale.